# Mouhamed Soueid
Mouhamed Soueid (ur. 31 grudnia 1991 w Nawakszucie) – mauretański piłkarz grający na pozycji napastnika. Od 2022 jest zawodnikiem klubu Al-Hudood SC.

## Kariera klubowa
W latach 2016–2020 Diop grał w klubie FC Tevragh-Zeina. W sezonie 2016/2017 wywalczył z nim wicemistrzostwo Mauretanii, a w sezonie 2019/2020 zdobył z nim Puchar Mauretanii. W 2020 przeszedł do FC Nouadhibou. W sezonie 2020/2021 został z nim mistrzem Mauretanii, podobnie jak w sezonie 2021/2022. W 2022 przeszedł do irackiego Al-Hudood SC.

## Kariera reprezentacyjna
W reprezentacji Mauretanii Soueid zadebiutował 7 stycznia 2017 w przegranym 1:3 towarzyskim meczu z Algierią, rozegranym w Al-Bulajdzie. W 2022 został powołany do kadry na Puchar Narodów Afryki 2021. Na tym turnieju rozegrał dwa mecze grupowe: z Tunezją (0:4) i z Mali (0:1).